# Raymond Domenech
Raymond Domenech (Lyon, 24 januari 1952) is een Frans voormalig profvoetballer en huidig voetbaltrainer.

## Loopbaan als trainer

### Frankrijk
Domenech werd op 12 juli 2004 tot bondscoach gekozen als opvolger van Jacques Santini, nadat Frankrijk werd uitgeschakeld op het EK voetbal 2004. Onder leiding van Domenech diende Frankrijk zich te kwalificeren voor het WK voetbal 2006. Bij de loting voor de kwalificatiegroepen had Frankrijk een beschermde status en kwam terecht in een groep met daarin onder meer Israël, Zwitserland en Ierland. Ondanks dat Frankrijk op voorhand favoriet voor een WK-ticket was, volgden verscheidene gelijke spelen en bivakkeerde de ploeg op zeker moment op de vierde plaats in de groep. Domenech deed daarop een beroep op de gestopte internationals Claude Makélélé, Lilian Thuram en Zinédine Zidane om zich weer beschikbaar te stellen. Dit bleek de redding van Frankrijk, dat vanaf dat moment betere resultaten boekte. Het kwalificeerde zich alsnog als groepswinnaar voor het WK 2006.
Bij het samenstellen van zijn WK-selectie, woog Domenech de sterrenbeelden van de spelers en de stand van de hemellichamen mee in zijn spelerskeuzes. Dit kostte David Trezeguet bijna het WK 2006, ondanks dat hij dat jaar topscorer werd van de Serie A. Zijn sterrenbeeld zou onheil hebben voorspeld. Nadat het Franse volk zich uitsprak, nam Domenech de spits toch mee.
Op het WK 2006 kwam Domenech met Frankrijk de poulefase moeizaam door, maar bereikte het team aan de hand van Zinédine Zidane, Thierry Henry en Franck Ribéry de finale. Daarin werd middels strafschoppen verloren van Italië. Als beloning voor het bereiken van de finaleplaats, kreeg Domenech van de Franse voetbalbond een contractverlenging tot en met het WK 2010.
Sinds zijn aanstelling klonk er in Frankrijk regelmatig kritiek op Domenech. Zijn selectie zou te talentvol zijn voor de voornamelijk behoudende en verdedigende stijl waarin hij ze liet spelen en hemzelf werd een tekort aan tactische concepten verweten. Volgens analitici had Frankrijk op het WK 2006 de finale bereikt dankzij een opleving van Zidane en niet door het trainerswerk van Domenech.
Op het EK 2008 was Frankrijk, zonder Zidane, toch een van de titelfavorieten. De ploeg scoorde niettemin niet meer dan één doelpunt in de drie poulewedstrijden en was daarmee uitgeschakeld. Het Franse volk en de media eisten het ontslag van de bondscoach, maar de Franse voetbalbond respecteerde zijn doorlopende contract. Uit onbegrip voor het mogen aanblijven van Domenech, beëindigde voormalig Europees- en wereldkampioen Trezeguet daarop in juli 2008 op dertigjarige leeftijd zijn interlandsloopbaan.
Frankrijk bleef onder leiding van Domenech staan en werd vervolgens in de kwalificatiewedstrijden voor het WK 2010 tweede achter groepswinnaar Servië. Hierdoor moest Frankrijk zich via de play-offs tegen Ierland kwalificeren voor het eindtoernooi. Deze beslissingsduels werden wereldnieuws omdat Thierry Henry met een handsbal William Gallas in staat stelde de gelijkmaker te maken tijdens de tweede wedstrijd in Parijs. Dit doelpunt betekende na de 1-0 winst voor Frankrijk in de eerste wedstrijd in Dublin plaatsing voor het WK. Wegens de gelukkige manier waarop Frankrijk zich plaatste, zwol de kritiek op Domenech weer verder aan. Zo noemde oud-international Éric Cantona noemde hem "de domste trainer in het Franse voetbal sinds Lodewijk XVI"..
In juni 2010 maakte Domenech zijn voorselectie bekend voor het WK 2010. Hij bleek tijdens de kwalificatie veelgebruikte spelers met grote reputaties zoals Karim Benzema, Samir Nasri en Patrick Vieira thuis te laten en selecteerde onder andere Mathieu Valbuena, Marc Planus en Yann M'Vila wel, terwijl die nooit eerder voor Frankrijk uitkwamen. Dit zorgde wederom voor landelijke ophef. Op het eindtoernooi speelde Frankrijk opnieuw voornamelijk behoudend voetbal. Na een 0-0 gelijkspel tegen Uruguay (0-0) en een 0-2-verlies tegen Mexico (2-0), maakte de internationale media Domenechs Frankrijk weer met de grond gelijk. Daarnaast stuurde de Franse voetbalbond aanvaller Nicolas Anelka naar huis na een publiekelijke tirade van hem aan Domenechs adres. Domenech verklaarde hem gelegenheid te hebben gegeven zijn excuses aan te bieden, maar Anelka weigerde dat. De Franse spelersgroep koos partij voor Anelka en weigerde vervolgens te trainen. Frankrijk begon aan de laatste groepswedstrijd tegen Zuid-Afrika met een aantal basisspelers uit eigen keuze op de bank. De ploeg eindigde de wedstrijd met tien man en een 2-1 nederlaag. Domenech kwam na deze wedstrijd nog negatief in het nieuws omdat hij weigerde de hand van Carlos Alberto Parreira de coach van Zuid-Afrika te schudden.
Onder leiding van Domenech werd Frankrijk met één punt uit drie duels uitgeschakeld. Hierna verliet hij - zoals voorafgaand aan het toernooi al bekend - de Franse ploeg om plaats te maken voor Laurent Blanc. Domenech stopte als bondscoach van Frankrijk op 22 juni 2010.
Op 26 december 2020 werd Domenech aangesteld als hoofdtrainer van FC Nantes. Op 10 februari 2021 werd hij ontslagen.

## Spelerscarrière
- 1969–1977: Olympique Lyonnais
- 1977–1981: RC Strasbourg
- 1981–1982: Paris Saint-Germain
- 1982–1984: Girondins de Bordeaux

## Trainerscarrière
- 1985–1989: FC Mulhouse
- 1989–1993: Olympique Lyonnais
- 1993–2004: Frankrijk onder 21
- 2004–2010: Frankrijk
- 2020–2021: FC Nantes

## Erelijst
Als speler
 Olympique Lyon
- Coupe de France: 1972/73
- Trophée des Champions: 1973

 RC Strasbourg
- Division 1: 1978/79

 Girondins de Bordeaux
- Division 1: 1983/84
- Coupe de France: 1983/84

Als trainer
 Olympique Lyon
- Division 2: 1988/89